# Aéroport de Say'un
Pour les articles homonymes, voir GXF.
L'aéroport de Say'un (code IATA : GXF • code OACI : OYSY) est l'aéroport de Say'un, Yémen.

## Situation
| Ta'izz Socotra Say'un Sana'a Al Ghaydah Aden Ta'izz |

## Compagnies aériennes et destinations
| Compagnies | Destinations                        |
| ---------- | ----------------------------------- |
| Yemenia    | Amman-Reine-Alia, Le Caire, Socotra |

## Dernières mises à jour
En mars 2018, il y a seulement deux vols opérés par la compagnie Yemenia : Amman et Le Caire. Jusqu'en novembre 2017, c'était le seul aéroport exploité au Yémen, en raison du blocus aérien sur Sanaa et de l'agitation politique à Aden.